# ادوارد استرتن
ادوارد استرتن (انگلیسی: Edward Stourton؛ زادهٔ ۲۴ نوامبر ۱۹۵۷) مؤلف، مجری و روزنامه‌نگار اهل بریتانیا است. وی از سال ۱۹۷۹ میلادی تاکنون مشغول فعالیت بوده است. وی سال‌ها مجری برنامهٔ رادیویی یکشنبه در رادیو بی‌بی‌سی ۴ بود و تاکنون ۸ کتاب هم نوشته است. وی همچنین یکی از مجریان برنامهٔ تلویزیونی پانوراما هم بود. او یک کاتولیک است و دانش گسترده و درک عمیقی از مذهب کاتولیک رومی دارد.